# Allanblackia parviflora
Allanblackia parviflora là một loài thực vật có hoa trong họ Bứa. Loài này được A.Chev. mô tả khoa học đầu tiên năm 1909.

## Hình ảnh

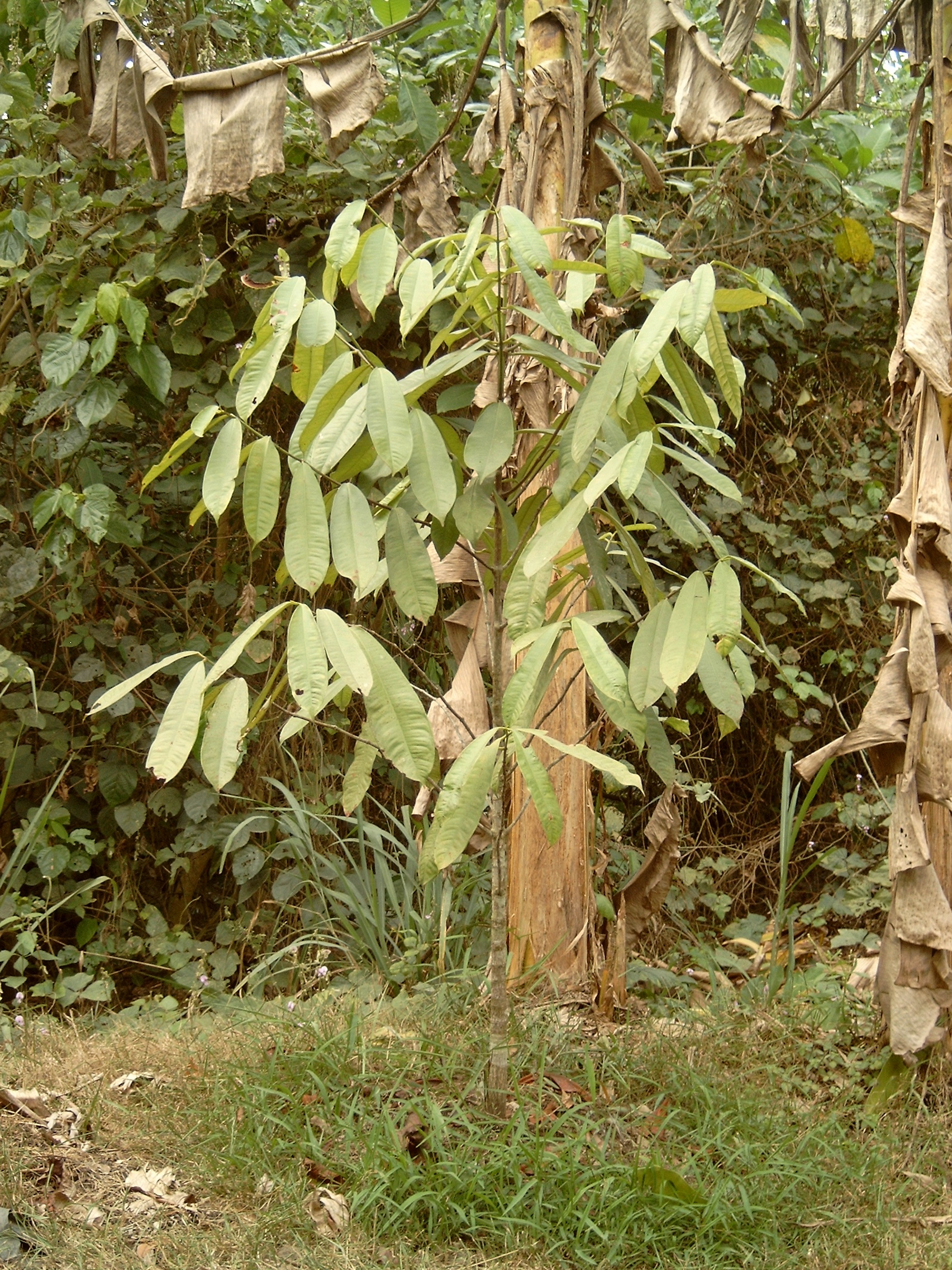